# Ludwik Łepkowski

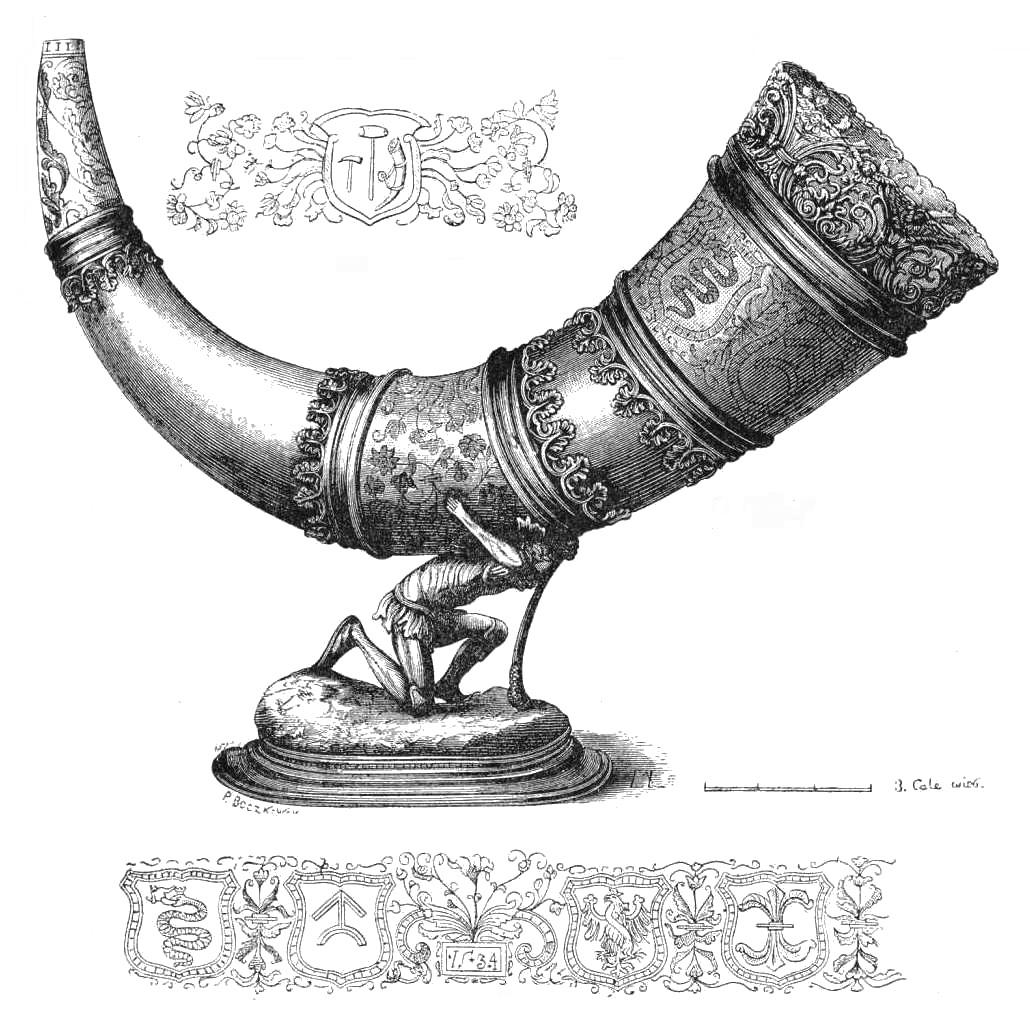
Róg obrzędowy górników wielickich. Ilustracja z Encyklopedii staropolskiej ilustrowanej Zygmunta Glogera według rysunku Ludwika Łepkowskiego

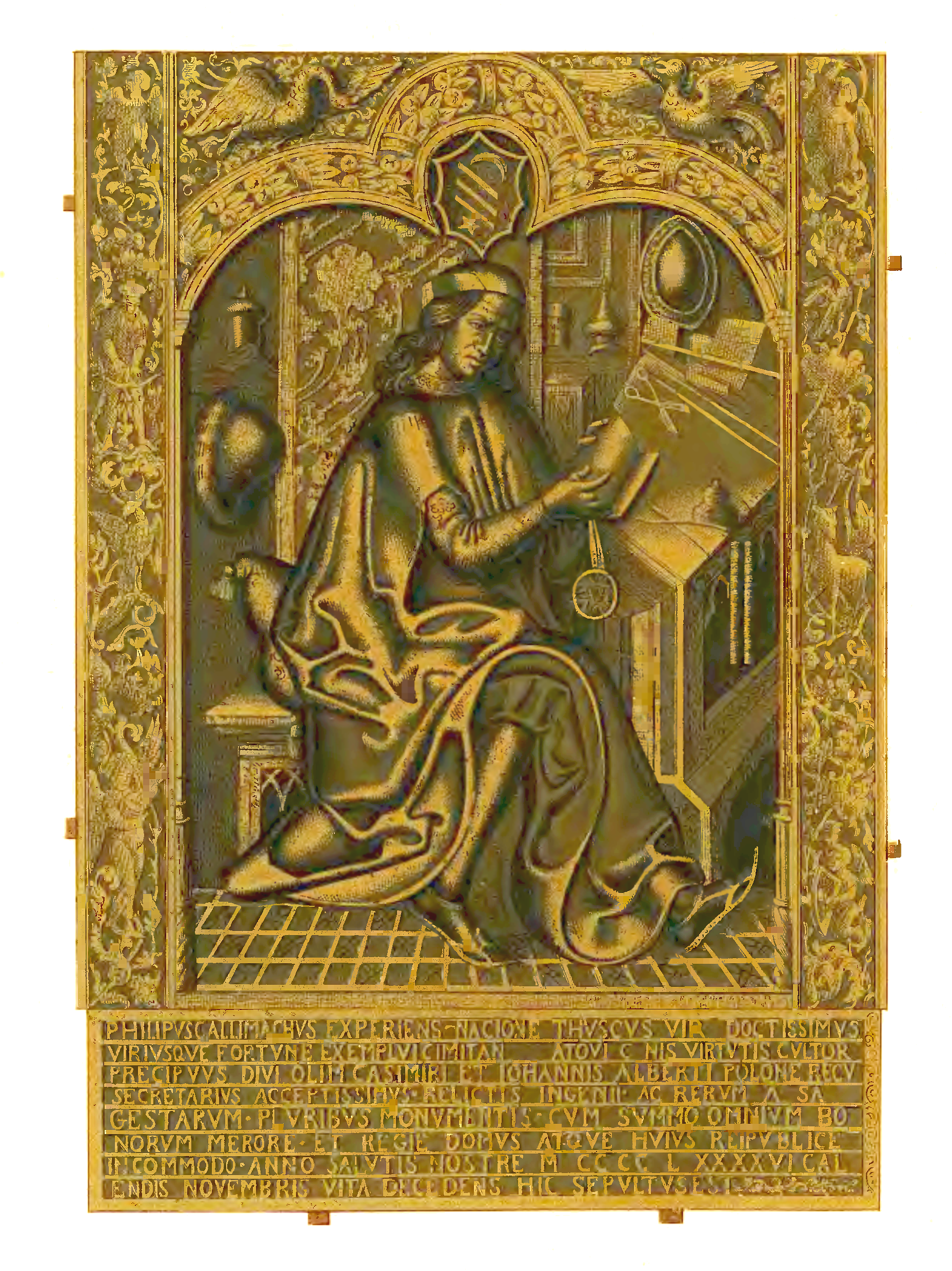
Epitafium Kallimacha. Ilustracja ze Wzorów sztuki średniowiecznej w technice chromolitografii według rysunku Ludwika Łepkowskiego

Ludwik Łepkowski (ur. 24 sierpnia 1829 w Krakowie, zm. 8 sierpnia 1905 w Młodzieszynie) – polski malarz i konserwator dzieł sztuki. Brat Józefa Łepkowskiego.
W 1843 r. uczęszczał do gimnazjum św. Anny w Krakowie, a w latach 1844/45 – 1850/51 do Szkoły Sztuk Pięknych w Krakowie, gdzie był uczniem Wojciecha Stattlera, Jana Nepomucena Bizańskiego, Jana Nepomucena Głowackiego i Aleksandra Płonczyńskiego. Mieszkał w Krakowie, a pod koniec życia przeprowadził się do bratanicy w Młodzieszynie.
Działalność Łepkowskiego związana była z prowadzonymi w 2. połowie XIX wieku pracami inwentaryzatorskimi i konserwatorskimi. Na zlecenie osób prywatnych i wydawnictw wykonywał wiele rozmaitych rysunków i akwareli o charakterze dokumentacyjnym, rzadziej zajmował się malarstwem olejnym. 
W latach 1852–1853 wraz z bratem Józefem odbywał podróże po Galicji, których celem była inwentaryzacja zabytków. W latach 50. był jednym z artystów wykonujących ilustracje do Wzorów sztuki średniowiecznej Aleksandra Przezdzieckiego i Edwarda Rastawieckiego. Przygotował ponad 150 akwarel, z których opublikowanych zostało około 30. W 1869 r., przed konserwacją kaplicy Świętokrzyskiej w katedrze wawelskiej prowadzoną w latach 1870-1872 przez Pawła Popiela, Łepkowski wykonał przerysy malowideł, znajdujących się wówczas w bardzo złym stanie. Wykonane przez niego na kalkach rysunki kolorowane akwarelą zachowały się w zbiorach Muzeum Uniwersytetu Jagiellońskiego. W trakcie prac prowadzonych w latach 1873-1878 w grobach królewskich w katedrze wawelskiej, którymi kierował jego brat Józef, Ludwik wykonywał dokumentację rysunkową (zachowaną m.in. w tzw. „Tekach [Józefa] Łepkowskiego” w Muzeum Uniwersytetu Jagiellońskiego). W latach 1876–1877 wykonał serię rysunków przedstawiających portale i detale architektoniczne krakowskich budynków (obecnie w zbiorach Muzeum Historycznego Miasta Krakowa).
Rysunki Łepkowskiego przedstawiające skarbiec katedry na Wawelu i jego zabytki wydane zostały w 1882 roku w formie litografii w albumie Ignacego Polkowskiego Skarbiec katedralny na Wawelu.